# Archiquant

Konstruktionszeichnung eines Archiquanten: Die Breite (B) ist gleich dem Radius (R), die Tiefe (T) ist der Goldene Schnitt der Breite (B)

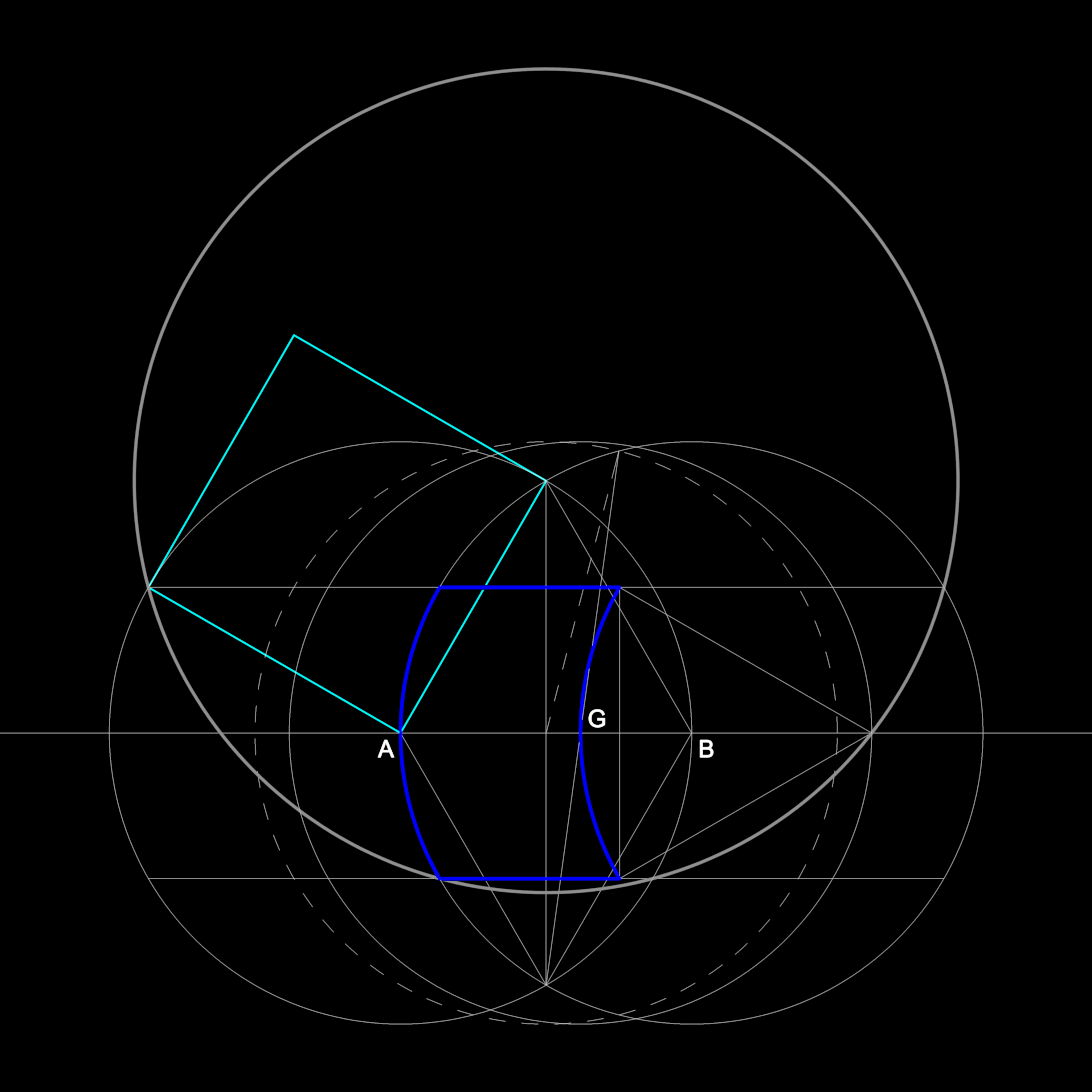
Konstruktionszeichnung eines Archiquanten von Hofstetter Kurt

Ein Archiquant (aus altgriechisch ἀρχή arché „Anfang, Ursprung, Grundlage, das Erste“ und lateinisch quantum „wie viel“) ist eine geometrische Figur deren Breite gleich ihrem Radius ist und deren Tiefe der Goldene Schnitt ihrer Breite beziehungsweise ihres Radius. Explizit ausgewiesen wurde der Archiquant durch den Architekten Heidulf Gerngross, als stilbildende Figur in Kunst, Architektur und Design.
Die Form des Archiquanten ergibt sich aus einer Anwendung des goldenen Schnittes auf menschliche Körpermasse, insbesondere auf die Länge des Unterarms, ähnlich wie bei der ursprünglichen Bestimmung der Länge einer Elle. Das Größenverhältnis des Archiquanten bezieht sich auf den Aufspannungsbereich zwischen zwei Ellenbogen, die parallel voneinander entfernt werden. Die räumliche Ausdehnung des Archiquanten entspricht somit einer körperlichen Bewegung, wobei lineare und rotative Aspekte bedeutungsvoll sind. In diesem Sinne ist der Archiquant eine am menschlichen Körper orientierte Flächeneinheit.
Neben der Bedeutung der geometrischen Form für die Konstruktion ästhetischer Gebilde ist der Archiquant auch für den sozialen Raum bedeutungsvoll. Das verdeutlicht die Einbindung des Archiquanten in das Werk von Gerngross, in dem der Archiquant als performatives Element in Fotografie, Film, Stadtplanung, Möbel- und Kleidungsdesign in vielfältiger Weise erscheint. Der Archiquant liefert hier Bezugspunkte zur kreativen Erweiterung des menschlichen Ereignishorizontes. Die vertraute Wirkung des Archiquanten, erklärbar durch den Rückgriff auf gewohnte Masse und Gesten, symbolisiert eine Möglichkeit zur Erweiterung gegebener Strukturen durch laterales Denken.